# Vann Molyvann

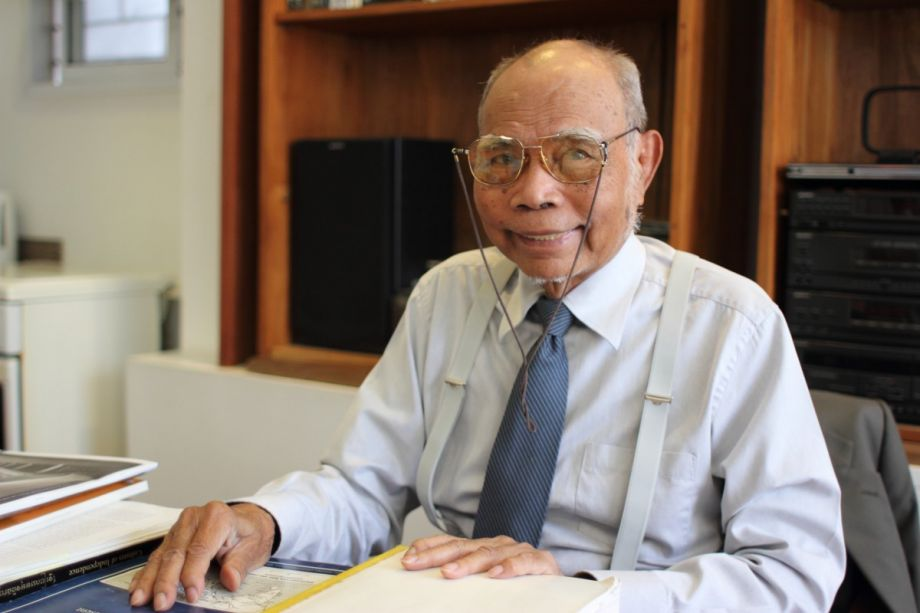
Vann Molyvann

Vann Molyvann (* 23. November 1926; † 28. September 2017) war ein kambodschanischer Architekt, der das Aussehen der Hauptstadt Phnom Penh in den 1950er- bis 1970er-Jahren maßgeblich beeinflusste.

## Leben
Nach Erlangung der Unabhängigkeit 1952 wollte König Norodom Sihanouk seine Hauptstadt in eine neue Metropole umwandeln. Dazu berief er junge Khmer-Architekten wie Vann Molyvann, der in Paris unter Le Corbusier studiert hatte. Er wurde 1956 vom König zum Nationalarchitekten ernannt.
Molyvann entwickelte zusammen mit anderen kambodschanischen Architekten einen eigenen Stil, der als Mischung von Bauhaus, Post-Moderne und der Tradition von Angkor beschrieben werden kann.
Während des Terrors der Roten Khmer floh er ins Exil in die Schweiz und kehrte erst in den 1990er Jahren zurück. Danach bekleidete er eine Weile das Amt des Kulturministers.

## Gebäude (Auswahl)
- Nationaltheater (2008 abgerissen)
- Haus der Minister
- Olympiastadion Phnom Penh
- Unabhängigkeitsdenkmal